# Championnat d'Autriche de hockey sur glace 2007-2008
Saison précédente Saison suivante
Le championnat 2007-2008 de hockey sur glace d'Autriche  porte le nom de « Erste Bank Eishockey Liga ». Il compte dix équipes engagées.
Cette saison coïncide avec l'apparition d'un règlement selon lequel une équipe a le droit d'aligner sur une feuille de match 22 joueurs dont deux gardiens pour un total de 65 points maximum. Chaque joueur est coté en fonction de son âge ou s'il est étranger. Un joueur suspendu fait également perdre des points à son équipe.

## Saison régulière
L'Acroni Jesenice (Slovénie) joue sa deuxième saison dans le championnat d'Autriche. Il est rejoint par un autre club slovène, le HDD ZM Olimpija Ljubljana et par le club hongrois d'Alba Volán Székesfehérvár.

### Classement
Nota : PJ : parties jouées, V. : victoires totales, Vp. : victoires en prolongation, Vf. : victoire aux tirs de fusillade, Pp. : défaites en prolongation, Pf. : défaites en fusillade, P. : défaites, Pts : points, Bp : buts pour, Bc : buts contre, Diff : différence de buts.
|     | Équipe                    | PJ | V. | Vp. | Pp. | Vf. | Pf. | P. | Pts | Bp  | Bc  | Diff |
| --- | ------------------------- | -- | -- | --- | --- | --- | --- | -- | --- | --- | --- | ---- |
| 1er | EHC Liwest Linz           | 36 | 22 | 0   | 2   | 1   | 3   | 14 | 49  | 111 | 91  | +20  |
| 2e  | Vienna Capitals           | 36 | 22 | 0   | 1   | 2   | 4   | 14 | 49  | 122 | 86  | +36  |
| 3e  | EC Red Bull Salzbourg     | 36 | 20 | 3   | 3   | 1   | 3   | 16 | 46  | 121 | 108 | +13  |
| 4e  | HK Jesenice               | 36 | 21 | 1   | 1   | 7   | 3   | 15 | 46  | 100 | 94  | +6   |
| 5e  | EC Klagenfurt AC          | 36 | 21 | 3   | 1   | 3   | 2   | 15 | 45  | 119 | 102 | +17  |
| 6e  | EC VSV                    | 36 | 18 | 1   | 1   | 3   | 5   | 18 | 42  | 109 | 109 | 0    |
| 7e  | HC TWK Innsbruck          | 36 | 19 | 1   | 0   | 6   | 3   | 17 | 41  | 124 | 116 | +8   |
| 8e  | HDD ZM Olimpija           | 36 | 17 | 0   | 1   | 5   | 2   | 19 | 37  | 108 | 107 | +1   |
| 9e  | Graz 99ers                | 36 | 15 | 5   | 2   | 2   | 2   | 21 | 35  | 99  | 132 | -33  |
| 10e | Alba Volán Székesfehérvár | 36 | 5  | 0   | 2   | 0   | 2   | 31 | 14  | 69  | 137 | -68  |

Les huit premiers disputent la poule de classement et les équipes classées de la sixième à la dixième place disputent la poule de qualification décernant les deux dernières places pour les playoffs. Grâce à sa première place, l'EHC Liwest Linz prend 4 points de bonus pour la poule de classement, puis les Vienna Capitals prennent 3 points, l'EC Red Bull Salzbourg 2 points et l'HK Jesenice un point. Le HC TWK Innsbruck a un bonus de 2 points pour la poule de qualification et l'HDD ZM Olimpija un bonus de 1 point.

### Poule de classement
Les Vienna Capitals terminent la saison régulière en pole position.
Nota : PJ : parties jouées, V. : victoires totales, Vp. : victoires en prolongation, Vf. : victoire aux tirs de fusillade, Pp. : défaites en prolongation, Pf. : défaites en fusillade, P. : défaites totales, Pts : points, Bp : buts pour, Bc : buts contre, Diff : différence de buts.
|     | Équipe                | PJ | V. | Vp. | Pp. | Vf. | Pf. | P. | Pts | Bp | Bc | Diff |
| --- | --------------------- | -- | -- | --- | --- | --- | --- | -- | --- | -- | -- | ---- |
| 1er | Vienna Capitals       | 10 | 7  | 0   | 1   | 0   | 0   | 3  | 18  | 40 | 23 | +17  |
| 2e  | EC Klagenfurt AC      | 10 | 8  | 1   | 0   | 0   | 0   | 2  | 16  | 45 | 30 | +15  |
| 3e  | EHC Liwest Linz       | 10 | 5  | 0   | 0   | 1   | 0   | 5  | 14  | 36 | 35 | +1   |
| 4e  | EC Red Bull Salzbourg | 10 | 5  | 0   | 1   | 0   | 0   | 7  | 13  | 37 | 33 | +4   |
| 5e  | EC VSV                | 10 | 3  | 1   | 0   | 0   | 1   | 7  | 7   | 29 | 43 | -14  |
| 6e  | HK Jesenice           | 10 | 2  | 0   | 0   | 1   | 1   | 8  | 6   | 24 | 47 | -23  |

### Poule de qualification
Le HDD ZM Olimpija et l'HC TWK Innsbruck sont les deux dernières équipes qualifiées pour les playoffs.
Nota : PJ : parties jouées, V. : victoires totales, Vp. : victoires en prolongation, Vf. : victoire aux tirs de fusillade, Pp. : défaites en prolongation, Pf. : défaites en fusillade, P. : défaites totales, Pts : points, Bp : buts pour, Bc : buts contre, Diff : différence de buts.
|     | Équipe                    | PJ | V. | Vp. | Pp. | Vf. | Pf. | P. | Pts | Bp | Bc | Diff |
| --- | ------------------------- | -- | -- | --- | --- | --- | --- | -- | --- | -- | -- | ---- |
| 1er | HDD ZM Olimpija           | 6  | 5  | 0   | 0   | 0   | 1   | 1  | 12  | 25 | 10 | +15  |
| 2e  | HC TWK Innsbruck          | 6  | 4  | 0   | 2   | 0   | 0   | 2  | 10  | 19 | 18 | +1   |
| 3e  | Graz 99ers                | 6  | 1  | 0   | 2   | 0   | 2   | 5  | 4   | 9  | 19 | -10  |
| 4e  | Alba Volan Székesfehérvár | 6  | 2  | 0   | 1   | 0   | 0   | 4  | 4   | 9  | 15 | -6   |

### Meilleurs Pointeurs
| Joueur         | Équipe    | PJ | B  | A  | Pts |
| -------------- | --------- | -- | -- | -- | --- |
| Aaron Fox      | Vienne    | 52 | 32 | 39 | 72  |
| Brad Purdie    | Linz      | 57 | 16 | 45 | 61  |
| Thomas Koch    | Salzbourg | 61 | 16 | 43 | 59  |
| Josh Green     | Salzbourg | 58 | 27 | 30 | 57  |
| Robert Shearer | Linz      | 57 | 25 | 30 | 55  |
| Patrick Leahy  | Linz      | 55 | 23 | 31 | 54  |
| David Rodman   | Vienne    | 52 | 20 | 34 | 54  |
| Tomaž Vnuk     | Ljubljana | 52 | 17 | 37 | 54  |
| Dieter Kalt    | Salzbourg | 58 | 27 | 26 | 53  |
| Marcel Rodman  | Vienne    | 49 | 18 | 35 | 53  |

## Séries éliminatoires
|  | Quarts de finale | Quarts de finale      | Quarts de finale | Quarts de finale      |   |                       | Demi-finales | Demi-finales | Demi-finales | Demi-finales |  |  | Finale | Finale | Finale | Finale |
|  |                  |                       |                  |                       |   |                       |              |              |              |              |  |  |        |        |        |        |
|  |                  |                       |                  |                       |   |                       |              |              |              |              |  |  |        |        |        |        |
|  |                  |                       |                  |                       |   |                       |              |              |              |              |  |  |        |        |        |        |
|  | 1                | Vienna Capitals       | 3                | 3                     |   |                       |              |              |              |              |  |  |        |        |        |        |
|  | 1                | Vienna Capitals       | 3                | 3                     |   |                       |              |              |              |              |  |  |        |        |        |        |
|  | 8                | HC TWK Innsbruck      | 0                | 0                     |   |                       |              |              |              |              |  |  |        |        |        |        |
|  | 8                | HC TWK Innsbruck      | 0                | 0                     | 1 | Vienna Capitals       | 0            | 0            |              |              |  |  |        |        |        |        |
|  |                  |                       |                  |                       | 1 | Vienna Capitals       | 0            | 0            |              |              |  |  |        |        |        |        |
|  |                  |                       | 4                | EC Red Bull Salzbourg | 4 | 4                     |              |              |              |              |  |  |        |        |        |        |
|  | 4                | EC Red Bull Salzbourg | 4                | EC Red Bull Salzbourg | 4 | 4                     | 3            | 3            |              |              |  |  |        |        |        |        |
|  | 4                | EC Red Bull Salzbourg |                  |                       |   |                       |              | 3            |              |              |  |  |        |        |        |        |
|  | 5                | EC VSV                | 2                | 2                     |   |                       |              |              |              |              |  |  |        |        |        |        |
|  | 5                | EC VSV                | 2                | 2                     | 4 | EC Red Bull Salzbourg | 4            | 4            |              |              |  |  |        |        |        |        |
|  |                  |                       |                  |                       | 4 | EC Red Bull Salzbourg | 4            | 4            |              |              |  |  |        |        |        |        |
|  |                  |                       | 7                | HDD ZM Olimpija       | 2 | 2                     |              |              |              |              |  |  |        |        |        |        |
|  | 2                | EC Klagenfurt AC      | 7                | HDD ZM Olimpija       | 2 | 2                     | 0            | 0            |              |              |  |  |        |        |        |        |
|  | 2                | EC Klagenfurt AC      |                  |                       |   |                       |              |              |              |              |  |  |        |        |        |        |
|  | 7                | HDD ZM Olimpija       | 3                | 3                     |   |                       |              |              |              |              |  |  |        |        |        |        |
|  | 7                | HDD ZM Olimpija       | 3                | 3                     | 7 | HDD ZM Olimpija       | 4            | 4            |              |              |  |  |        |        |        |        |
|  |                  |                       |                  |                       | 7 | HDD ZM Olimpija       | 4            | 4            |              |              |  |  |        |        |        |        |
|  |                  |                       | 3                | EHC Liwest Linz       | 2 | 2                     |              |              |              |              |  |  |        |        |        |        |
|  | 3                | EHC Liwest Linz       | 3                | EHC Liwest Linz       | 2 | 2                     | 3            | 3            |              |              |  |  |        |        |        |        |
|  | 3                | EHC Liwest Linz       |                  |                       |   |                       |              | 3            |              |              |  |  |        |        |        |        |
|  | 6                | HK Jesenice           | 2                | 2                     |   |                       |              |              |              |              |  |  |        |        |        |        |
|  | 6                | HK Jesenice           | 2                | 2                     |   |                       |              |              |              |              |  |  |        |        |        |        |
|  |                  |                       |                  |                       |   |                       |              |              |              |              |  |  |        |        |        |        |

### Finale
L'HDD ZM Olimpija remporte le premier match aux tirs au but. Salzbourg réagit en allant s'imposer à Ljubljana. L'équipe slovène reprend l'avantage à l'extérieur. Elle remporte la quatrième manche sur la glace mais s'incline sur tapis vert 5-0 du fait qu'elle a dépassé son nombre de points autorisé pour ce match. En effet, le nombre de points de Boštjan Groznik (qui « vaut » 2,5 points), expulsé au match précédent, devait être, soustrait au nombre de points auquel elle avait droit initialement (65-2,5 =62,5 points maximum). Or, l'équipe a joué avec un total de 64,5 points. Le cinquième match est remporté par le Red Bull sur le score sans appel de 5-0. L'équipe de Salzbourg conserve son titre acquis la saison précédente en s'imposant 3-2 à Ljubljana lors du sixième match.

## Effectif vainqueur
| Champion d'Autriche EC Red Bull Salzbourg | Gardiens de but : Reinhard Divis, Daniel Henriksson, Thomas Höneckl, Thomas Innerwinkler Défenseurs : Greger Artursson, Brad Fast, Lukas Friedl, Richard Jackman, Jakob Lainer, Wilhelm Lanz, Victor Lindgren, Robert Lukas, Doug Lynch, Andreas Reisinger, Rémi Royer, Martin Ulmer, Martin Ulrich Attaquants : Frank Banham, Martin Grabher-Meier, Josh Green, Patrick Harand, Craig Johnson, Dieter Kalt, Thomas Koch, Gerald Lederer, Donald MacLean, Martin Mairitsch, Marco Pewal, Philipp Pinter, Matthias Schwab, Matthias Trattnig, Daniel Welser Entraîneur en chef: Pierre Pagé |

## Match des étoiles Kelly's
Le Match des étoiles se déroule le 26 janvier 2008 à l'Albert Schultz Eishalle de Vienne.
| 26 janvier 2008 | Sélection autrichienne | 12-15 (5-4, 2-8, 5-3) | Sélection mondiale |  |

| Feuille de match | Feuille de match | Feuille de match | Feuille de match | Feuille de match |
| ---------------- | --- | ---------------- | --- | ---------------- |
|                  | Pfeffer — 7 min M. Hohenberger — 8 min Latusa — 10 min Klimbacher — 14 min Schuller — 18 min Baumgartner — 36 min Hohenberger — 37 min Pittl — 47 min Tropper — 48 min Th. Raffl — 51 min Baumgartner — 52 min Th. Raffl — 55 min |                  | M. Rodman — 1 min Fox — 10 min Paré — 19 min Ralph Intranuovo — 19 min Fox — 21 min Craig — 28 min M. Rodman — 30 min Craig — 33 min M. Rodman — 34 min Palkovics — 34 min Jan — 35 min Jan — 38 min Day — 55 min D. Rodman — 55 min Kranjc — 60 min |                  |
|                  | |                  | |                  |
|                  | |                  | |                  |
|                  | |                  | |                  |